# بروس شناير
بروس شناير (/ˈʃnaɪ.ər/؛ وُلد في 15 يناير 1963) هو خبير تشفير، متخصص في أمن الحاسوب، خبير خصوصية، وكاتب أمريكي. يعمل شناير كمحاضر مساعد في كلية كينيدي بجامعة هارفارد وزميل في مركز بيركمان كلاين للإنترنت والمجتمع. وهو عضو في مجالس إدارة مؤسسة الحدود الإلكترونية وAccess Now ومشروع تور، ومستشار لدى مركز معلومات الخصوصية الإلكترونية وVerifiedVoting.org.

## الحياة المبكرة والتعليم
نشأ شناير في حي فلاتبوش بمدينة بروكلين، ودرس في مدرسة P.S. 139 ومدرسة هنتر الثانوية. حصل على درجة البكالوريوس في الفيزياء من جامعة روتشستر عام 1984، وتابع دراساته العليا في الجامعة الأمريكية حيث نال درجة الماجستير في علوم الحاسوب عام 1988. في عام 2011، منحته جامعة وستمنستر درجة دكتوراه فخرية تقديرًا لمساهماته في مجال الصناعة والحياة العامة.

## الحياة المهنية
أسس شناير شركة Counterpane لأمن الإنترنت، والتي أصبحت الآن جزءًا من مجموعة BT. كما عمل مع شركة آي بي إم بعد استحواذها على شركة Resilient Systems حيث كان يشغل منصب الرئيس التنفيذي للتكنولوجيا حتى عام 2019.

## الكتابات والمساهمات في مجال التشفير
في عام 1994، نشر شناير كتابه التشفير التطبيقي، الذي يشرح تصميم وتنفيذ خوارزميات التشفير. حقق هذا الكتاب نجاحًا كبيرًا وساهم في شهرته كخبير في المجال.
كما أصدر عدة كتب أخرى، بما في ذلك:
- الأسرار والأكاذيب: الأمن الرقمي في عالم متصل (2000).
- ما وراء الخوف: التفكير المنطقي في الأمن (2003).
- بيانات وجالوت: المعارك الخفية لجمع بياناتك (2015).[6]

## الآراء
يشتهر شناير بانتقاداته الحادة لسياسات الأمن غير الفعالة. على سبيل المثال، وصف الإجراءات الأمنية في المطارات بأنها "مسرح أمني" تهدف إلى طمأنة العامة أكثر من حماية أمنهم.

### عن العملات الرقمية
انتقد شناير تقنية البلوكشين، واصفًا إياها بأنها "حل يبحث عن مشكلة"، وأكد أن العملات الرقمية تُستخدم غالبًا للمضاربة بدلًا من التطبيقات العملية.

## الجوائز
في عام 2015، حصل شناير على جائزة الإنجاز مدى الحياة من مركز معلومات الخصوصية الإلكترونية (EPIC).

## الأعمال المنشورة
- Applied Cryptography، 1994.
- Secrets and Lies: Digital Security in a Networked World، 2000.
- Beyond Fear: Thinking Sensibly About Security in an Uncertain World، 2003.
- Data and Goliath: The Hidden Battles to Collect Your Data and Control Your World، 2015.